# Kateryna Kalytko
Katerina Oleksandriwna Kalytko (en ukrainien Катерина Олександрівна Калитко), née le 8 mars 1982 à Vinnytsia, est une poétesse, écrivaine et traductrice ukrainienne.

## Biographie

### Enfance et formation
Katerina Kalytko naît le 8 mars 1982 à Vinnytsia. Elle remporte son premier concours de poésie à 17 ans, le concours de poésie « Hranoslov » (1999). Outre Vinnytsia, Kalytko réside également à Sarajevo, où elle étudie et traduit la littérature contemporaine de Bosnie-Herzégovine, notamment des pièces d'Emir Kusturica, Milet Prodanovich, Mykhailo Pantych, Uglesh Šaytinats et d'autres,.
Elle étudie à l'Université nationale de Kyiv-Mohyla Academy pour y étudier la Science politique et les médias (de 1999 à 2005).

### Carrière
Kalytko a co-écrit le court livre en prose М.істерія avec la maison d'édition de Kiev "Fact" en 2007. Le livre Land of the Lost, or Little Scary Tales, publié par Old Lion Publishing House, a remporté le Prix du livre de l'année de la BBC en 2017,. Katerina Kalytko remporte le prix de littérature Joseph Conrad 2017,. La collection remporte le prix LitAccent de l’année 2019 dans la catégorie Poésie. Elle est publiée par Meridian Czernowitz. Elle fonde l'Intermezzo Short Story Festival.

## Travaux
Histoires courtes
- M(h)ysteria.
- Le pays de tous ces petits contes perdus ou effrayants.

Poésie
- Посібник зі створення світу [Guide de la création mondiale], Vinnytsia, 1999.
- Сьогоднішнє завтрашнє [Plus aujourd'hui, plus demain], Kiev, 2001.
- Портретування асфальту [représentation d'asphalte], Kiev, 2004.
- Діалоги з Одіссєем [dialogues avec Odysseus], Kiev, 2005.
- Сезон штормів [Saison orageuse], Kiev, 2013.
- Катівня. Виноградник. Дім [Support de torture, vignoble. Loger], Lviv, 2014[12].
- Ніхто нас тут не знає, і ми - нікого [Personne ne nous connaît ici - et nous (ne savons) personne], Tchernivtsi 2019[1].